# Christian Mørk
Christian Mørk (født 5. januar 1966 på Frederiksberg) er en dansk forfatter og tidligere journalist på avisen The New York Times i New York, NY, USA.
Mørk er søn af skuespillerne Susse Wold og Erik Mørk. Han er opvokset på Frederiksberg. Som 14-årig rejste han alene til USA for at gå på kostskole.. I 1988 flyttede han som 21-årig permanent til USA, hvor han uddannede sig på Marlboro College i Vermont i sociologi og historie og siden tog en mastergrad i journalistik på Columbia University i New York. Efter en årrække som filmproducent i Los Angeles, Californien og filmredaktør på avisen Variety vendte han tilbage til New York, hvor han skrev artikler til kultursektionen på The New York Times. Bor i Brooklyn, New York.
Han har udgivet tolv romaner og en thriller-føljeton på Politikens forlag. Oprindeligt trykt gennem ti dage i Ekstra Bladet omkring julen 2006.
Hans forfatterskab er foreløbig solgt til udgivelse i 20 lande. Christian Mørk skriver sine bøger på engelsk og er selv oversætter til de danske udgaver.

## Fodnoter
1. ↑  Lotte Thorsen: "Dansk forfatter skriver sine romaner to gange" i Politiken, 26/9 2008